# Маточник вузьколистий
Ма́точник вузьколи́стий, або мир-зі́лля (Dracocephalum ruyschiana) — багаторічна рослина родини глухокропивових. Трава з дрібним ланцетним листям і синіми квітками, зібраними в суцвіття. Поширена майже по всій Європі, на Кавказі, півдні Сибіру, у Середній Азії та на Далекому Сході. Зростає у світлих хвойних лісах, на галявинах, альпійських луках. Вид занесений до Червоної книги України у статусі «Неоцінений», також має охоронний статус у багатьох країнах Європи. Медоносна, лікарська, жироолійна та декоративна культура.

## Етимологія
Наукова назва цього виду вказує на вузькі листочки, що вирізняють його з-поміж споріднених рослин. Крім того, в українській науковій літературі часто трапляється назва змієголо́вник Рю́йша, яка у XX столітті вважалася основною. Ця назва є майже дослівним перекладом латинської (dracocephalum — «драконоголовник»), що була надана рослині за схожість нижньої губи квітки із роззявленою пащею дракона чи змії. Видовий епітет ця рослина отримала на честь голландського ботаніка й анатома Фредеріка Рюйша. Серед інших народних назв для маточника вузьколистого зафіксовані такі як: гадни́к цілоли́стий, змієголо́вник шве́дський (на честь країни, в якій вперше був описаний), кудрявець, обморочник жіно́чий, чистик головни́й, синеворот і синявка. Останні дві вказують на насичено-синій колір квіток, походження інших поки що достеменно не встановлено .

## Опис

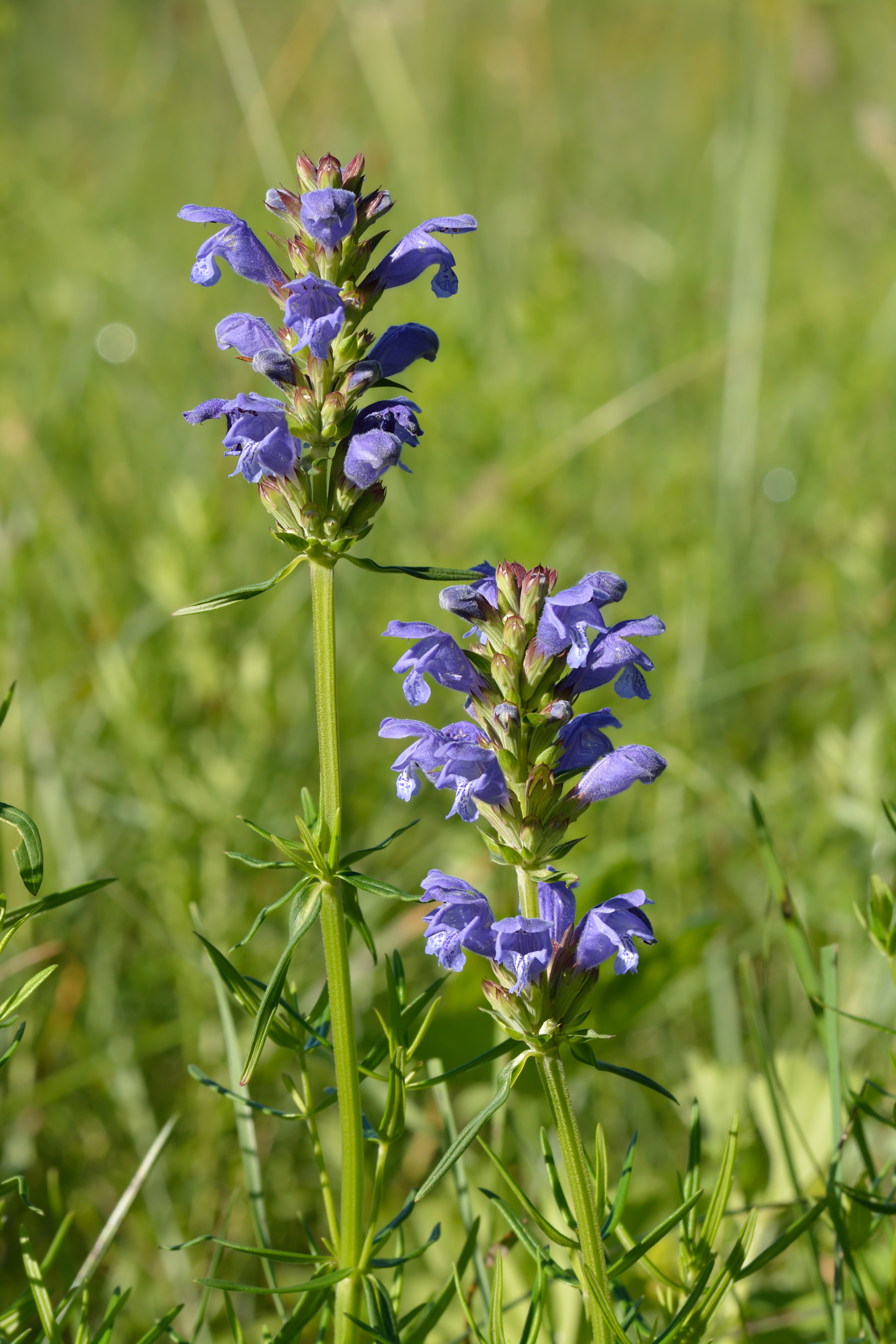
Суцвіття, на одному з яких добре помітно відставлене нижнє кільце.

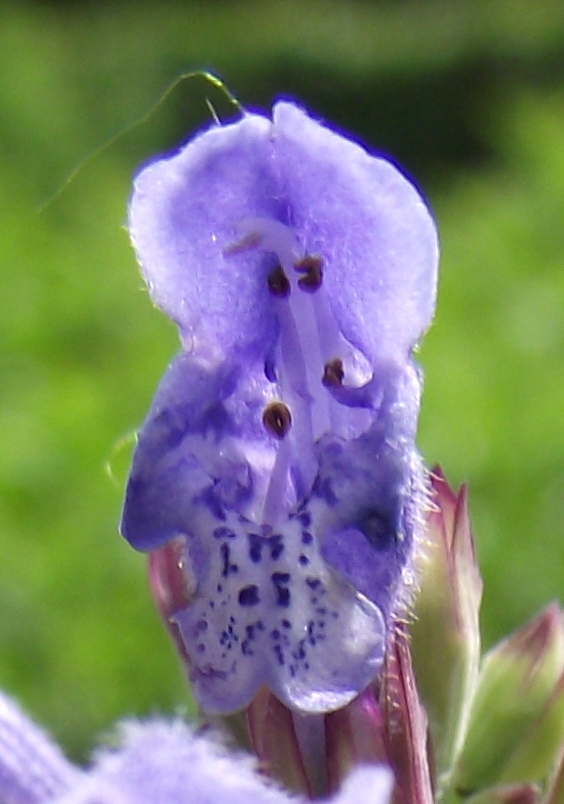
Вигляд квітки спереду.

Трав'яниста рослина заввишки 10—70 см, гемікриптофіт. Кореневище коротке, товсте, розгалужене. Стебла поодинокі або нечисленні (2—6 штук), прямостоячі або висхідні, коротко запушені переважно під вузлами (іноді майже голі), чотиригранні, з вкороченими неплідними пагонами в пазухах листків, що мають ще вужчі листочки. Стеблові листки 1—7 см завдовжки, 0,1—0,8 см завширшки, супротивні, нижні на коротких черешках, решта сидячі. Їхня форма лінійно-ланцетна або майже лінійна. Листки голі, цілокраї, із загорнутими донизу краями, на кінцях тупуваті. Їх верхній бік трохи лискучий, насичено-зелений, спідній — світліший, вкритий цятками залозок.
Суцвіття завдовжки 2—9 см, колосоподібні, більш-менш щільні, овальної чи майже кулястої форми. Квітки майже сидячі або розташовані на коротких (1—6 мм) ніжках, вони зібрані у несправжні кільця по 2—10 штук, нижнє кільце іноді відставлене. Приквітки коротші або дорівнюють чашечці, яйцеподібно ланцетні або ланцетні, загострені, при основі звужені, цілокраї, по краях війчасті. Чашечка 8—12 мм завдовжки, трубчасто-дзвоникоподібна, пурпурова або зелена, зовні по жилках коротко запушена, невиразно двогуба. Середній зубець верхньої губи яйцеподібний, у 1,5—2 рази ширший за ланцетні бічні та всі зубці нижньої губи. Всі зубці чашечки загострені. Віночок двогубий, 20-30 мм завдовжки, у 2,5—3 рази довший за чашечку, з виїмчастою верхньою і трилопатевою нижньою губою. Трубочка віночка різко розширюється у зіві. Його колір може бути темно-блакитним, синім, фіолетово-синім чи фіолетовим, зрідка білим або рожевим. Ззовні віночок м'яко запушений, всередині шерстистий лише на верхній губі. Тичинок чотири, з них дві довгі, а дві короткі. Пиляки в середній частині мають жмутик довгих звивистих волосків, нерідко одиночних.
Плід — горішок, завдовжки до 2,5—3 мм, завширшки до 1,5 мм, невиразно (тупо) тригранний, темно-коричневий або чорний.
Число хромосом 2n = 14.

### Хімічний склад
Надземна частина маточника вузьколистого запашна, що обумовлено наявністю ефірної олії. Її вміст може сягати 0,1—0,4 %, причому за хімічним складом вона відрізняється від ефірної олії спорідненого виду — маточника городнього. рім цієї речовини у траві маточника вузьколистого виявлено флавоноїди у концентрації до 3,1 %, а в насінні — близько 14,6 % жирної олії, до складу якої входять пальмітинова, олеїнова, лінолева, ліноленова та стеаринова жирні кислоти.

## Поширення
Маточник вузьколистий має досить широкий ареал, який охоплює Середземномор'я, Центральну та Східну Європу, Скандинавський півострів, Кавказ, південь Сибіру та північ Середньої Азії, Монголію, Китай, Японські острови. У скандинавських країнах — Норвегії, Швеції, Фінляндії — маточник вузьколистий зростає переважно на схилах південної експозиції, оскільки тут він є реліктом теплішої кліматичної доби, коли клімат був більш континентальним.
Разом з тим на теренах України цей вид трапляється спорадично. Найчастіше цю рослину можна побачити у Лісостепу, Поліссі та південно-західній частині Поділля. Розмір і щільність усіх популяцій невисокі, а поновлення незадовільне.

## Екологія

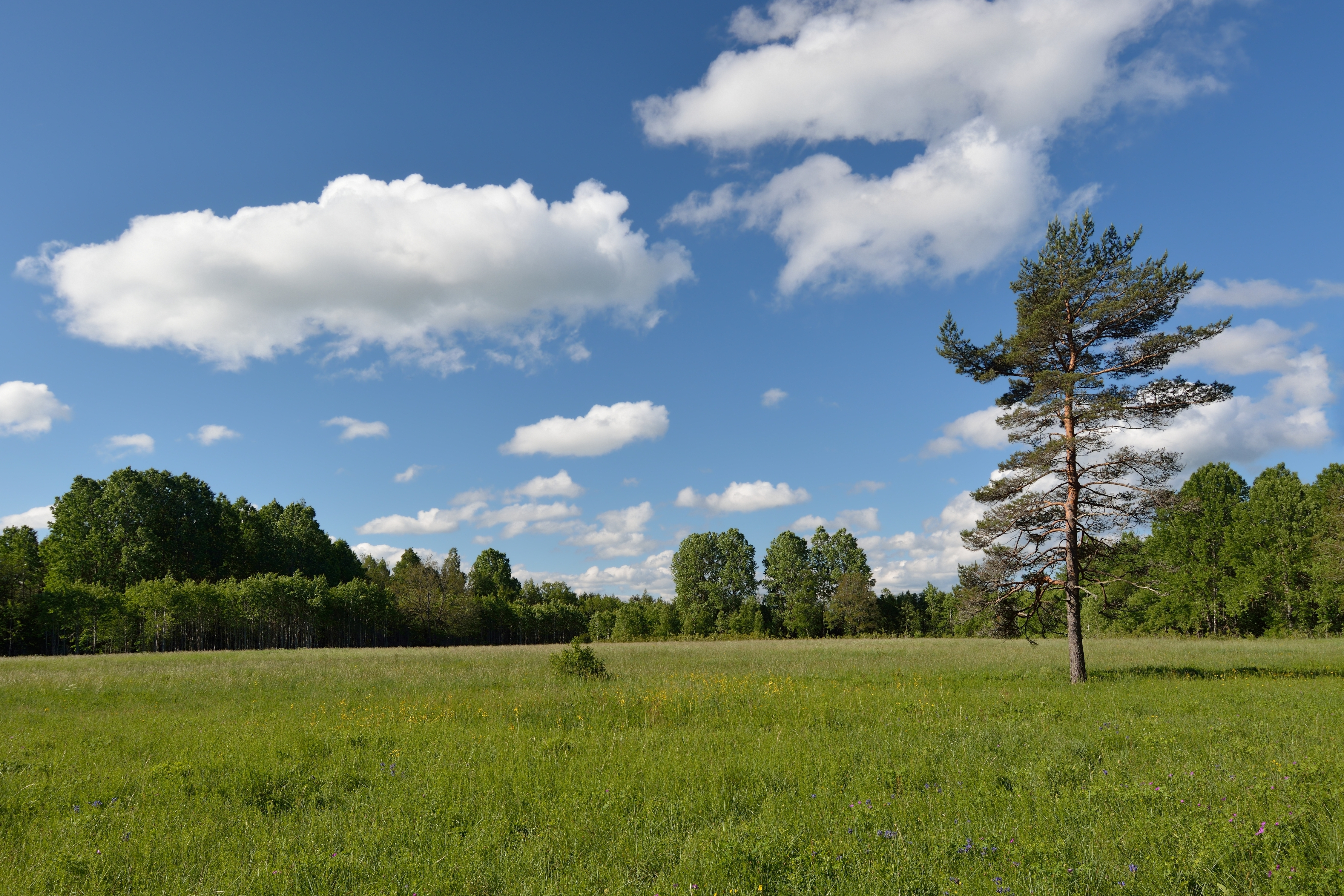
Типове оселище в Естонії.

Рослина доволі посухостійка і світлолюбна. Типовими місцями її зростання є соснові і модринові ліси, просіки, узлісся, вапнякові та піщані схили, зарості чагарників. Рідше на маточник вузьколистий можна натрапити в мішаних та листяних (особливо березових) лісах, на альпійських та субальпійських луках, у лучних степах. У горах цей вид знаходили на висотах до 2600 м над рівнем моря.
Розмножується вегетативно та насінням. Квітне в Україні у червні — липні, в інших регіонах цвітіння може тривати до серпня. Плодоносить у серпні — вересні.

## Значення і статус виду
Рослина занесена до додатку Бернської конвенції, вид знаходиться під охороною в Німеччині, Австрії, Швейцарії, також занесений до Червоних книг Польщі, Естонії та Білорусі. Головними загрозами для цієї рослини є знищення середовища внаслідок господарської діяльності та надмірне рекреаційне навантаження. В Україні маточник вузьколистий охороняють у заповіднику «Розточчя», Українському степовому (філія «Михайлівська цілина»), заказнику «Верхобузькі болота». З метою збереження цього виду заборонено випасання худоби в лісах, інтродукція інших рослин в місцях його зростання.
Рослина відрізняється добрими медоносними якостями, привабливим зовнішнім виглядом. З декоративною та експозиційною метою маточник вузьколистий вирощують в Кременецькому ботанічному саду. Це загалом невибаглива і витривала рослина, яка не потребує особливо догляду, втім, найкраще розвивається на ґрунтах, добре зволожених навесні і влітку.
Цю рослину також застосовують у народній медицині. В траволікуванні зазвичай використовують настій трави маточника вузьколистого. Його п'ють як загальнозміцнювальний, спазмолітичний і в'яжучий засіб при колітах, ентероколітах, респіраторних інфекціях, головному болю. Вважають, що він також підвищує потенцію. У тибетській медицині натомість користуються порошком трави, який вживають хворобах стравоходу і виразці шлунка. Зовнішньо відвар маточника застосовують для припарок при ревматизмі. Дослідження показали, що нектар цієї рослини пригнічує розвиток як грам-позитивних, так і грам-негативних бактерій.
Жирну олію з насіння маточника вузьколистого використовують у лакофарбовій промисловості.

## Синоніми
У 1753 році цей вид описав Карл Лінней під назвою Dracocephalum ruyschiana L.. Деякі українські ботаніки вважають її синонімічною до Ruyschiana spicata Mill., 1768 У світовій науковій спільноті переважає протилежна думка, коли назву Ruyschiana spicata вважають синонімічною до первинної. Серед інших синонімів відомі:
- Dracocephalum alpinum Salisb.
- Dracocephalum angustifolium Gilib., nom. illeg.
- Dracocephalum hyssopifolium Mart. ex Steud.
- Dracocephalum spicatum (Mill.) Dulac
- Ruyschiana fasciculata Clairv.
- Ruyschiana ruyschiana (L.) House
- Zornia linearifolia Moench[8].